# Občanské shromáždění
Občanské shromáždění je orgán vytvořený z občanů státu, který má projednat (rokovat) záležitost nebo otázky celostátního významu. Občanská shromáždění mohou ale být realizovaná i na úrovni například města či regionu, nebo naopak na nadnárodní úrovni jako v případě Konference o budoucnosti Evropy. Členství v občanském shromáždění je vybíráno náhodně. Účelem občanského shromáždění je získat na reprezentativním vzorku názor veřejnosti na určité otázky a navrhnout odpovědi na tyto otázky prostřednictvím racionální a odůvodněné diskuse a využitím různých zjišťovacích metod, například přímými konzultacemi s odborníky. V mnoha případech je vyžadováno, aby návrhy občanského shromáždění byly před uzákoněním přijaty širokou veřejností prostřednictvím referenda. Cílem shromáždění občanů je znovu nastolit důvěru v politický proces přímým vlastnictvím rozhodování. Za tímto účelem mají občanská shromáždění v úmyslu napravit „rozdílnost zájmů“, která vzniká mezi volenými zástupci a voliči, jakož i „nedostatky v jednání v zákonodárných sborech“.
Používání občanských shromáždění k přijímání rozhodnutí souvisí s tradicemi deliberativní demokracie a svrchovanosti lidu v politice. Zatímco tyto tradice sahají zpět do starověké aténské demokracie, staly se nově relevantní jak pro teoretiky, tak pro politiky v rámci deliberativního obratu v teorii demokracie. Od osmdesátých let do začátku devadesátých let začal tento deliberativní obrat, přecházející z převládajícího teoretického rámce participativní demokracie k deliberativní demokracii, zpočátku v díle Jane Mansbridgeové a Josepha M. Bessette. Od té doby jsou v zemích, jako je Kanada a Nizozemsko, využívána občanská shromáždění při projednávání reformy volebního systému.
Občanská shromáždění jsou obvykle státními iniciativami. Existují však i příklady nezávislých občanských shromáždění, například Le G1000 v Belgii nebo We the Citizens v Irsku.

## Definování funkcí

### Členství
Členství v občanském shromáždění je deliberativní, specifickou a nedílnou součástí plnění cíle shromáždění. Níže jsou popsány některé aspekty členství v občanském shromáždění.

#### Výběr
K podpoře politické rovnosti a inkluzivity ve shromáždění se používá jako klíčová součást občanského shromáždění, kvazi-náhodný výběr. Na rozdíl od voleb, které podle různých názorů vedou k volbě elit, výběr losem umožňuje skutečné zastoupení jakékoli příslušné komunity. Náhodné losování se stalo alternativou k volbám na základě rovnosti, efektivnosti nákladů a reprezentativnosti. Výběr účastníků občanských shromáždění usiluje o to, aby byl zcela náhodný, ale ve skutečnosti je pouze částečně náhodný, a proto mluvíme o kvazi-náhodném výběru, z důvodu další proměnné vlastního výběru a nepřiměřeného zastoupení menšin. Problém s čistě náhodným výběrem spočívá v tom, že lidé nemohou být nuceni k účasti a ti, kteří se nezúčastní na práci, činí shromáždění občanů méně reprezentativní. Vzhledem k této proměnné je třeba opustit čistou náhodnost a provést reprezentativní výběr. Je třeba zvážit určité kvóty na základě pohlaví, entit nebo různých jiných kategorií, které byly v minulosti používány v občanských shromážděních. Ačkoli toto dělá výběrový proces jen kvazi-náhodným, někteří si myslí, že tato možnost je lepší. Použití losu ve správě věcí veřejných má historický význam a bylo skutečně skvěle zavedeno do aténské demokracii a různých evropských společenstvích, aby se umožnila spravedlivější správa věcí veřejných.

#### Časové omezení
Nezbytnou součástí občanských shromáždění je pravidelná výměna zástupců: účastníkům občanských shromáždění je vyhrazen omezený mandát, po který mohou sloužit. Toto časové omezení je stanoveno aby se zachovala reprezentativní povaha shromáždění a zabránilo se zkreslení. Pravidelná výměna zástupců je zásadní pro udržení kognitivní rozmanitosti v dlouhodobém horizontu a pro zamezení vytváření elitní třídy nebo oligarchie. Pokud neexistují žádné časové limity, existuje vážná hrozba, že se shromáždění stane homogenním nebo se začne sledovat soukromé zájmy a ztratí ze zřetele společné dobro.

#### Velikost
Velikost shromáždění občanů musí je velmi dobře stanoveno tak, aby zachytila reprezentativní průřez dotčené populace. Velikost bude záviset na účelu, demografii a počtu obyvatel komunity, které shromáždění usiluje reprezentovat, aby se zachytila statistická spolehlivost. Shromáždění občanů musí být relativně malé, aby bylo dobře zvládnutelné a aby zůstal efektivní proces projednávání.

### Funkce
Funkce a cíle občanského shromáždění nemají apriori stanovené limity. Ačkoli příklady shromáždění byly historicky omezeny na návrhy týkající se volebních reforem, účelem shromáždění občanů by mohlo být cokoli, co se týká vládnutí.

#### Síla návrhu versus rozhodovací pravomoc
Ačkoli byla občanská shromáždění používána jako metoda vládnutí v řecké demokracii, moderní občanská shromáždění dostala pouze pravomoc navrhovat, nikoli přijímat rozhodnutí. Občanská shromáždění, považovaná za určitý typ experimentu, někdy fungují jako určitý druh referenda, ve kterém jsou rozhodnutí učiněná během shromáždění sdělována parlamentu nebo jinému volenému řídícímu orgánu jako podklad pro hlasování v něm. Někdy je návrh občanského shromáždění zaslán voličům jako podklad pro rozhodování ve volbách.

### Postup

#### Rokování

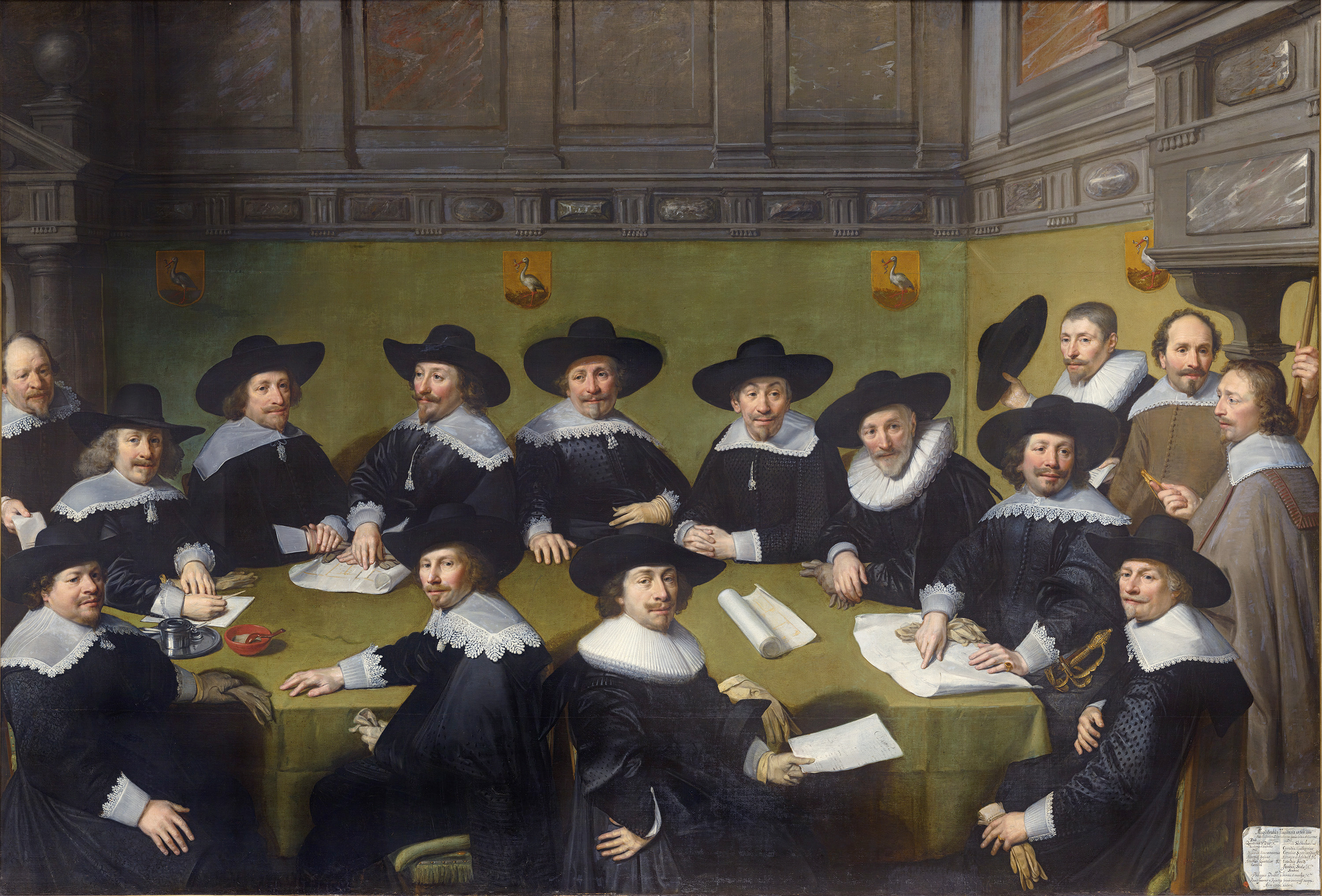
Deliberativní jednání městské rady v roce 1636.

Klíčovou součástí občanských shromáždění je jeho deliberativní povaha. Proces rokování umožňuje vzdělání účastníků, kteří dříve nebyli informováni o konkrétní problematice. Občanská shromáždění obvykle konzultují problém s odborníky v dané oblasti, od politiků přes analytiky až po vědce. Začleněním názorů, informací a argumentů odborníků s následným zapojením účastníků do společné diskuse se občanské shromáždění snaží poučit své jednotlivé členy a nakonec vytvořit názor či rozhodnutí, představující odborně podložený veřejný zájem. Deliberace umožňuje reprezentaci průměrného občana, ale přitom se pokouší odstranit problémy nevědomosti nebo apatie, které obvykle jdou ruku v ruce. Snaží se také s výhodou použít například deliberativní hlasování.
John Parkinson navíc tvrdí, že záměrem rokování v demokratických systémech je „nahradit mocenské hry a politické excesy“ hlasem rozumu. „Deliberace je proces, který se netýká pouze procedurální účinnosti, ale také podstatných epistemických výsledků. Parkinson tvrdí, že tento proces mění „politickou legitimitu“ tak, že zahrnuje „nejen proces, ve kterém jsou věci dělány správně, ale také jsou dělány správné věci“. Tento pohled je v rozporu s čistě procedurálním popisem legitimity, o kterém John Rawls říká: „existuje správný nebo spravedlivý postup tak, že výsledek je stejně správný nebo spravedlivý, ať už je jakýkoli, za předpokladu, že byl řádně dodržen tento postup.“ Zatímco deliberace je sama o sobě procedurou, je také epistemicky řízeno, a tak rozšiřuje ohled na legitimitu .

#### Stanovení agendy
Stanovení agendy se týká vytvoření plánu zásadních otázek, které má projednat občanské shromáždění. V hlavních příkladech občanských shromáždění, jako jsou shromáždění v Britské Kolumbii a Ontariu, byl stanoven program zákonodárným sborem (v obou těchto příkladech se jednalo o návrh volební reformy). Robert Dahl však uvádí, že konečná kontrola nad stanovováním agendy je nezbytnou součástí ideální demokracie: „orgán občanů… by měl mít výlučnou kontrolu, aby určil, o jakých záležitostech se má nebo nemá rozhodovat“. Tento problém zůstává dlouho nevyřešený, protože oba možnosti nastavení agendy – politiky nebo malým procentem občanů omezují konečnou kontrolu občanů nad touto agendou. Problém je možné teoreticky řešit  petičním procesem, ale ukazuje je se, že shromažďování podpisů je pro občany nebo dokonce skupiny bez finančních zdrojů obtížným procesem. James Fishkin píše: „Rovné příležitosti jsou formální a symbolické, zatímco účinnou konečnou kontrolu vykonávají ti, kteří mohou financovat sběratele podpisů.“

## Příklady
Občanská shromáždění byla použita v Britské Kolumbii (2004) a Ontariu (2006) v Kanadě, v Nizozemsku (2006). Občanská shromáždění v Kanadě a Nizozemsku se zabývala otázkou reformy volebního systému. V každém z těchto příkladů byli občané vybráni prostřednictvím semináhodného procesu, který zajistil rovnoměrné geografické a demografické zastoupení. Účast byla dobrovolná, pozvánky byly rozesílány náhodně lidem uvedeným na seznamu voličů a zájemci byli vyzváni, aby odpověděli. Koneční účastníci byli vybráni z těch, kteří odpověděli a to způsobem, který zajistil spravedlivé zastoupení lidí z různých míst a prostředí. V rámci účasti na shromáždění dostali členové kanadského a nizozemského shromáždění úvodní informace o volebním systému, a teprve potom dostali prezentaci alternativních návrhů volebních reforem a projednali jejich doporučení.

### Britská Kolumbie
Občanského shromáždění v Britské Kolumbii se zúčastnilo 160 občanů a jeden předseda, jejich úkolem bylo, aby projednali možnosti volební reformy a dali konkrétní doporučení.

#### Výběr
Výběrový proces této sestavy byl semináhodný. Z každého ze 79 volebních obvodů Britské Kolumbie byl vylosován jeden muž a jedna žena, navíc byli vybráni dva zástupci domorodých obyvatel a předseda. Tito členové byli vybráni loterií, která zajistila vyváženost pohlaví a spravedlivé zastoupení podle věkových skupin a geografické rozložení populace. Výběrové řízení proběhlo ve třech fázích: Nejprve bylo náhodným občanům zasláno celkem 15 800 pozvánek – 200 v každém volebním obvodu, s dotazem, zda jsou ochotni se zúčastnit losování. Ti, co souhlasili prošli poté dvěma koly výběru.
Výsledkem výběrového řízení bylo shromáždění, které nebylo příliš reprezentativním zastoupením široké veřejnosti, protože občané, kteří souhlasili s účastí, byli od počátku velmi široce nespokojeni se současným volebním systémem Britské Kolumbie, zatímco průzkumy veřejnosti naznačovaly, že jsou občané relativně spokojeni.
Amy Langová si všimla dvou podobností mezi těmi, kteří byli nakonec vybráni do 160členného shromáždění: zájem o poznání, zejména zájem o politický proces, a zájem o práci na problému. Píše, že „to pravděpodobně přispělo k vynikající pracovní dynamice ve shromáždění“.
Michael Pal zdůraznil význam reprezentativnosti ve výběrovém řízení a napsal o občanských shromážděních v Britské Kolumbii a Ontariu, že „požadavek stejného počtu členů z každého volebního obvodu vyústil v shromáždění, která neodrážejí skutečnou populaci a mohou mít sklon preferovat výsledek, který upřednostňoval geografické zastoupení.“ Proto faktor jako geografie omezil reprezentativnost konečných výsledků, přestože umožňoval systematizovaný proces výběru. Celkovým záměrem je zajistit, aby struktura výběru neměla vliv na skutečnou deliberaci ve shromáždění.

#### Proces
Shromáždění nejprve prošlo dvanáctitýdenní „fází učení“, zahrnující prezentace odborníků, skupinové diskuse a přístup k řadě zdrojových materiálů. Práce zahrnovala přehled různých volebních systémů používaných ve světě a jejich různé dopady na politický proces. Následovala fáze veřejné konzultace, která trvala od května do června. Členové shromáždění uspořádali přes 50 veřejných slyšení a obdrželi celkem 1 603 písemných podání. Členové uvažovali o tom, který volební systém doporučit, a poté shromáždění hlasovalo o různých možnostech ve třech samostatných hlasováních.

#### Výsledek
10. prosince byla shromážděním předložena zákonodárcům Britské Kolumbie konečná zpráva shromáždění s názvem „Počítá se každý hlas: Volební reforma v Britské Kolumbii“. V květnu 2005 doporučení shromáždění přijalo v referendu 57,7 % voličů a většinu podpořilo 77 ze 79 volebních obvodů. Aby však referendum uspělo, vyžadovalo schválení 60 % hlasů a jednoduchých většin v 60 % ze 79 okresů. V důsledku toho nedošlo k žádné změně. Doporučení byla v následném referendu zamítnuta 60,9 % voličů.

### Ontario
Na práci občanského shromáždění v Ontariu se zúčastnilo celkem 103 lidí. Doporučení občanského shromáždění Ontaria byla v následujícím referendu zamítnuta 63 % voličů, což znamená, že status quo zůstal.

### Nizozemí
V Nizozemí pracovalo v roce 2006 občanské shromáždění Burgerforum Kiesstelsel, které bylo složeno ze 143 náhodně vybraných nizozemských občanů, a bylo pověřeno navržením možností volebních reforem v Nizozemsku. Dne 14. prosince 2006 Burgerforum předložilo svou závěrečnou zprávu ministrovi odcházející lidové strany (VVD), doporučující změny volebního systému. Odpověď na zprávu byla doručena až v dubnu 2008, kdy byla doporučení vládou tehdejší vládní koalice zamítnuta.

### Irsko
Po irské finanční krizi, která začala v roce 2008 navrhovaly jednotlivé politické strany různé politické reformy – mezi nimi i návrh na zřízení občanského shromáždění. Ve všeobecných volbách v roce 2011 zahrnovaly stranické programy většiny politických stran také návrh na zřízení občanského shromáždění. Následující vládní program vlády Fine Gael-Labour zahrnoval „ústavní úmluvu“ zahrnující předsedu jmenovaného Taoiseachem, 33 zákonodárců nominovaných politickými stranami a 67 občanů vybraných jako demograficky reprezentativní. Shromáždění se setkávalo od roku 2012 do roku 2014 a projednalo šest otázek stanovených vládou a poté i dvě témata, která si sama zvolilo. Vydalo devět zpráv, v nichž doporučila řadu ústavních změn a dalších změn ústavního zákona a legislativní praxe. Reakce vlády byla kritizována jako vlažná: provedla několik doporučení, jiná odmítla a další přezkoumaly výbory a státní správa.
Vláda menšinových nezávislých na Fine Gael, která byla vytvořena po všeobecných volbách v roce 2016, se zavázala zřídit „občanské shromáždění do šesti měsíců a bez účasti politiků a s mandátem sledovat omezený počet klíčových otázek po delší dobu."  Občanské shromáždění bylo formálně zřízeno v červenci 2016.

### Polsko
Počínaje červencem 2016 poté, co řada občanů nebyla spokojena s činností obcí během povodní, bylo v Gdaňsku ustaveno občanská shromáždění, která se skládá z přibližně 60 náhodně vybraných obyvatel, aby přijalo závazná opatření k řešení závažných problémů. Setkání občanského shromáždění jsou klidná a dokonce popisovaná jako příjemná. Jména z městských voličských seznamů byla náhodně vybírána počítačem, ale členství je vyváženo podle demografických a geografických faktorů, jako je úroveň dosaženého vzdělání, pohlaví a okres, takže představuje průřez populace. Takto má například občanské shromáždění stejné procento starších občanů jako město. Před vydáním závazného politického rozhodnutí se shromáždění občanů setkává několik dní, pořádá slyšení odborníků, klade otázky a projednává problémy v malých skupinách.

### Nezávislé iniciativy
V Belgii vznikla občanská iniciativa G1000, financovaná výhradně z dobrovolných darů. V létě 2011 byl spuštěn online průzkum, jehož cílem bylo zjistit, o jaké problémy se občané opravdu zajímali. Bylo předloženo více než 5 000 návrhů a tyto byly poté ohodnocovány několika tisíci občanů. Po seskupení podobných témat bylo předloženo 25 témat pro druhé kolo hlasování. Poté se 11. listopadu 2011 v Tour & Taxis v Bruselu konalo celodenní jednání, na kterém se shromáždilo tisíc náhodně vybraných lidí. Cíl 1 000 nebyl dosažen, ale více než 700 z těch, kteří odpověděli na pozvání, se zúčastnilo. Účastníci se rozložili kolem stolů s 10 lidmi na stůl a poté, co byli odborníky informováni, pracovali na návrzích týkajících se témat, která vycházela z online procesu. Menší skupina občanů, skupina G32, se bude v nadcházejících měsících pravidelně shromažďovat, aby tyto návrhy vylepšila a transformovala je na konkrétní doporučení. Tato doporučení byla předána zbytku země v dubnu 2012.

## Navrhovaná shromáždění občanů
Ve Velké Británii, po řadě veřejných skandálů, začala v roce 2001 petiční kampaň, která požadovala vytvořit porotu lidí o 1 000 lidech, která měla vyšetřovat záležitosti týkající se vlastnictví médií, finančního sektoru, výběru členů parlamentu a odpovědnosti a dalších záležitostí.
Ve Spojeném království začalo v roce 2018 také hnutí Extinction Rebellion požadovat ustavení shromáždění občanů, které by dohlíželo na změny potřebné k rychlé dekarbonizace ekonomiky.
V roce 2019 vyvolala pokračující krize spojená s brexitem návrhy na zřízení shromáždění občanů. Toto shromáždění by mělo pomoci překonat patovou situaci Parlamentu v této záležitosti. Neal Lawson, předseda lobbistické skupiny Compass, navrhl občanské shromáždění složené z 500 náhodně vybraných občanů, kteří by projednali deliberativně odchod Spojeného království z Evropské unie.
I když je občanské shromáždění založeno na podobných principech jako u starověké aténské demokracie, stále je obtížné přesvědčit všechny voliče, že orgán zřízený náhodným výběrem je dostatečně reprezentativní. Mezi volbami a demokracií existuje silné a obvyklé koncepční spojení. V průzkumu provedeném v roce 2019 britskými občany Královskou společností pro podporu umění, výroby a obchodu se 57 % dotázaných domnívalo, že občanské shromáždění by nebylo dostatečně demokratické, protože nebylo dostatečně velké. Největší podpora občanského shromáždění pro řešení Brexitu bylo v Severním Irsku. Podle RSA je to pravděpodobně kvůli větší informovanosti o procesu díky využívání občanských shromáždění v Irské republice.

## Výhody
Hlavní zastánci občanských shromáždění věří, že tato shromáždění úspěšně překonávají omezení přímé demokracie splněním dvou ze tří obecných požadavků na přímou demokracii, kterými jsou hromadné zastoupení, jednání a spravedlnost. Umožňují otevřené a veřejné jednání o budoucích právních předpisech, i když malým, ale skutečně reprezentativním orgánem občanů s případnou následující ratifikaci nebo schválení legislativy všemi voliči. Demokratické hodnoty a vynikající výsledky jsou také dalšími potenciálními výhodami těchto institucí.

### Reprezentativnost a inkluzivita
Jako alternativa k volbám bylo zkoumáno možnost využití losování, protože umožňuje přesnější zastoupení a inkluzivitu. Má se za to, že náhodně vybraná skupina lidí ztělesňuje „průměrného voliče“. Spolu s uvážlivým procesem, který zahrnuje vzdělávání účastníků, by měli být občané ve shromážděních vzorkem vzdělaných běžných občanů. Výběr skupin podkopává elitářský aspekt voleb. Aby byl člověk zvolen, obvykle vyžaduje určitá privilegia, jako je přístup ke vzdělání, financím atd. Volby jsou určeny k vytvoření kvalifikované skupiny lidí, kteří jsou nejlépe schopni vládnutí. Ačkoli volení zákonodárci mají obecně více zkušeností nebo řídící pravomoci, mají také tendenci představovat malý průřez populace. Reprezentativní demokracie byly kritizovány za to, že vůbec nejsou reprezentativní. Jako nedostatek je často uváděn nedostatek ženského a minoritního zastoupení. Tvrdí se, že zejména peníze mají velký vliv na výsledek voleb. Vědci jako Lawrence Lessig tvrdí, že volbám dominují peníze a bohatství, citují příklady jako Citizens United v. FEC. Je-li náhodný výběr používán spolu se statistickou analýzou, lze dosáhnout přesného zastoupení veřejnosti bez ohledu na bohatství, privilegia, sexualitu, pohlaví nebo rasu. Protože výběrový proces občanských shromáždění je pouze kvazi-náhodný, kvůli samo-výběrovým a menšinovým kvótám, je navíc napraveno nedostatečné zastoupení menšin a tak navrhovatelé tvrdí, že napravuje možné vyloučení marginalizovaných komunit.

### Kognitivní rozmanitost
Díky využití náhodného výběru umožňují shromáždění občanů větší kognitivní rozmanitost, jinak chápanou jako rozmanitost metod řešení problémů nebo způsobů vidění a interpretace světa. Náhodný výběr shromáždění občanů umožňuje rozsáhlou a statisticky reprezentativní kognitivní rozmanitost na rozdíl od zvolených zástupců, kteří jsou obvykle charakterizováni jednotnými metodami řešení problémů. V kognitivně rozmanitém prostředí nejsou přítomní lidé nejvýkonnějšími nebo nejzkušenějšími agenty, za které jsou často kritizována shromáždění občanů. Přes toto znepokojení byly zveřejněny studie, které tvrdí, že kognitivně rozmanité skupiny přinášejí lepší výsledky než kognitivně homogenní skupiny. Studie, kterou provedli Lu Hong a Scott Page, uvádí, že kognitivní rozmanitost je důležitým prvkem účinného řešení problémů. Ve svém výzkumu zjistili, že když si vybrali dva týmy pro řešení problémů z rozmanité populace inteligentních členů, tým náhodně vybraných občanů překonal tým „nejlépe fungujících“ členů. Rozbor mezi různorodou skupinou může přinést lepší výsledky, protože jedinečné perspektivy a interpretace obecně zlepšují analýzu problému. Tyto výsledky ukazují, že při výběru skupin pro řešení problémů může být důležitější maximalizovat kognitivní rozmanitost nad individuální kompetencí. Například učenec Helene Landemore tvrdí, že ke zvýšení efektivity, rozmanitosti a inkluzivity vede spíše náhodný výběr zástupců než použití voleb. Ve skutečnosti John Stuart Mill tvrdil, že vládní shromáždění by měla být více „spravedlivým vzorkem všech stupňů intelektu mezi lidmi“ než „výběrem největších politických mozků“.

### Deliberace
Deliberace bývá uváděna jako vyšší forma demokracie. Iniciativy, jako je Deliberativní dotazování nebo obecněji Deliberativní demokracie, si kladou za cíl využít přínosu deliberace k lepšímu porozumění a řešení důležitých otázek. Občanská shromáždění mají být skutečným veřejným fórem pro jednání, na kterém účastníci nemohou být snadno ovlivněni parciálním zájmem. Vědci jako James Fishkin, který vedl deliberativní průzkumy veřejného mínění, tvrdí, že projednávání podporuje lepší řešení problémů prostřednictvím vzdělávání a aktivního zapojení účastníků. Předpokládá se, že deliberace odstraní drobení problému a podpoří celkové řešení. Kromě toho ostatní občané, kteří nebyli vybráni jako členové těchto shromáždění, inklinovali k tomu, aby vnímali ty, které byli vybráni jako odborníky v této oblasti a zároveň jako skupinu „obyčejných“ občanů jako jsou oni. Například v Britské Kolumbii, tyto rysy podpořily to, že se i ostatní občané více seznamovali s problémy a cíli občanského shromáždění.

### Společný zájem
Občanská shromáždění vylučují zvolené politiky z určitých druhů rozhodnutí. Ukazuje se, že politici obtížně rozhodují o problémech, jako je volební reforma, přerozdělování, zákon o financování kampaní a regulace politických vystoupení. Shromáždění umožňují lidem rozhodovat o tom, co dělat ve specifické otázce, kde by politici měli vlastní zájmy a nemohli být důvěryhodní, aby mohli rozhodovat nestranně – např. výběr volebních pravidel, podle kterých by sami soutěžili o mandáty. Podle zastánců, jako je James Fearon, další síla deliberativních demokratických modelů spočívá v tom, že mají více než kterýkoli jiný model tendenci vytvářet ideální podmínky pro nestrannost, racionalitu a znalosti příslušných problémů. Čím více jsou tyto podmínky splněny, tím větší je pravděpodobnost, že dosažená rozhodnutí jsou morálně správná. Deliberativní demokracie má tedy epistemickou hodnotu: umožňuje účastníkům rozhodnout, co je morálně správné. Tento názor zastával zvláště Carlos Nino.

### Protikorupční potenciál
Několik odborníků tvrdí, že reprezentativní výběr vylučuje pravděpodobnost nadměrného zastoupení „osobních zájmů“, ať už jde o podnikání, práci nebo sociální otázky. Lze proto očekávat, že tato skupina bude schopna posuzovat konkrétní problémy, které jí byly předloženy, přiměřeně neutrálním a reprezentativním způsobem. Z důvodu termínových limitů a nepředvídatelné povahy účastníků je méně pravděpodobná korupce.

## Nevýhody

### Nedostatek řádu
Někteří kritici popírají, že pro zachování řádu je nezbytná reprezentativní vláda a že rozšíření působnosti v rozhodování tento účinek snižuje. Například John Zaller tvrdí, že obecná veřejnost nemá téměř žádné postoje k veřejným záležitostem a politikám.

### Neschopnost obyčejného občana
Hlavní námitkou proti modelu shromáždění občanů a obecnějšímu náhodnému výběru je to, že členové shromáždění jsou nekompetentní, pokud jde o vládnutí. Někteří lidé tvrdí, že „průměrný občan“ v zemi neexistuje, zejména proto, že by měl průměrnou inteligenci a schopnosti. Ačkoli kognitivní rozmanitost a rozvaha mohou přispět k lepšímu řešení problémů, některé argumenty pro řešení problémů nezahrnují politická řešení, a tím shromáždění občanů selhává. Součástí úkolů politiků je i rozhodování a kompromisy mezi konkurenčními zájmy a nesrovnatelnými hodnotami.

### Školicí materiály
Někteří kritici tvrdí, že je těžké zajistit, aby školicí materiály poskytované účastníkům byly vyvážené a přesné. Navrhují ustavit poradní výbor se širokou škálou lidí; získat vyvážený poradní výbor však může být také velmi náročné.

### Náklady
Občanská shromáždění vyžadují hodně času, energie a mají vysoké finanční náklady. Než se uskuteční tři nebo více kroků výběrového procesu, skutečným deliberativním projednáním a poté rozhodováním může shromáždění občanů pracovat roky. Je nákladné financovat nejen vlastní členy občanského shromáždění, ale další náklady mimo jiné činí pronajímání prostor pro jednání a náklady na pozvané experty.

### Nedostatek odpovědnosti
Vědci zdůrazňují, že občanská shromáždění mají nedostatek odpovědnosti, protože neposkytují klasické mechanismy odpovědnosti volebního systému, jako jsou „znovuzvolení nebo odvolání z funkce“.

### Systémová destabilizace
Podle Marke E. Warrena a Johna Gastila v případě občanského shromáždění v Britské Kolumbii měli být ostatní občané Britské Kolumbie schopni „s ním zacházet jako s důvěryhodným zmocněncem (důvěryhodná zástupce pro získávání informací a rozhodování)“. Zúčastnění občané se v podstatě stali neformálními odborníky na témata diskutovaná na shromáždění, což jim umožnilo jednat jako zástupci širší veřejnosti. Zavedení občanského shromáždění však odčerpalo velkou část deliberativní důležitosti politických stran, jako byla Strana zelených. Zavedení nových deliberativních modelů, jako tomu bylo v tomto případě, mělo za následek podkopání důvěry, do které strany a skupiny obhájců v politickém systému Britské Kolumbie významně investovaly, aby vydělaly. Jane Mansbridge říká, že taková destabilizace by mohla být šokem pro demokratický systém a mohla by také „podkopat epistemické, etické a demokratické funkce celku“.

### Skupinová polarizace
Dalším problémem, který je spojen s deliberací a byl tedy aplikován na deliberativní demokratické instituce, jako jsou shromáždění občanů, je skupinová polarizace. Koncept je přičítán Cass Sunsteinovi, který napsal: „V pozoruhodné empirické pravidelnosti má jednání tendenci přesouvat skupiny a jednotlivce, kteří je skládají, směrem k extrémnějšímu bodu ve směru naznačeném jejich vlastními předsudkovými úsudky.“ James Fishkin odpověděl, že záležitost je jednou ze struktur pro demokratické demokratické instituce. Účelem zdrojů, jako jsou školicí materiály a odborné posudky, je poskytnout vyvážený pohled na danou problematiku, která by měla být zvážena, a deliberace malých skupin, zejména s konečným tajným hlasováním, je určeno ke kontrole proti sociálnímu zkreslení.

### Legitimita

#### Reprezentativnost
Občanská shromáždění vyžadují, aby se ti, kteří byli náhodně vybraní, shromáždili na jednom místě, aby diskutovali o cílovém problému. Tyto události obvykle trvají jeden až tři dny, zatímco online jednání mohou trvat až čtyři až pět týdnů. I když se používá vědecký náhodný výběr vzorků a každá osoba má stejnou šanci být vybrána, ne každý vybraný jedinec bude mít čas a zájem se připojit k těmto aktivitám.
V reálném prostředí je návštěvnost nízká a vysoce selektivní a mohou existovat zkreslení vlastního výběru. V případě projektu „Evropa v jedné místnosti“ společnosti Fishkin data potvrzují takové obavy, protože pouze 300 z 869 respondentů přijalo pozvání k účasti na skutečných poradních jednáních. Co je důležitější je, aby se profil těch, kteří se zúčastní a těch, co se nezúčastní, významně nelišil, problém ale je, že u některých skupin ve společnosti bylo zjištěno, že se mnohem častěji účastní veřejných schůzek než ostatní. Obecně platí, že ti, kteří se účastní, jsou obvykle vysoce motivovaní. To by mohlo být problematické, protože skupinová dynamika i osobnosti účastníků mohou hrát důležitou roli při vytváření různých výsledků diskusí.

#### Vzorky obyvatel
Diskutovalo se o tom, zda reprezentativní vzorky obyvatel podkopávají demokracii odstraněním hromadného zastoupení. Šance na výběr do sestavy je velmi malá. Když jsou lidé povoláni k volbám, dostanou příležitost komunikovat s vládou a se zákony, což je zajímavé a poutavé. Volby a hlasování jsou důležitým okamžikem uplatňování suverenity, i když hlasování má malý význam. Vyloučení voleb podkopává proces konzultací, který každému umožňuje cítit se jako zapojený občan v reprezentativní demokracii.
James Fishkin podporuje zájem o hromadnou deliberaci, který je zanedbávaný vzorky obyvatel při jeho identifikaci trilematu mezi myšlenkami politické rovnosti, deliberací a účasti. V orgánu, jako je občanské shromáždění, je politické rovnosti dosaženo prostřednictvím náhodného a ideálně reprezentativního výběrového řízení a deliberace je dosahováno také v činnostech vzorků veřejnosti. Protože je však orgán tvořen pouze náhodně vybranou podskupinou populace, nedosahuje cíle účasti v širším měřítku.
Fishkinův pokus o vyřešení takto položeného trilematu spočívá v přemýšlení nad vylepšením vzorků obyvatel, které představují deliberativní mikrokosmy, které vytvoří celou společnost, která by představovala deliberativní makrokosmos. Vzorky obyvatel Frishkin vnímá jako experimenty, pomocí kterých lze později posoudit koncepci implementace jednání na makroúrovni.